# Анута
Анута це невеликий вулканічний острів в південно-східній частині Соломонових Островів, в провінції Темоту, і є одним з найменших постійно населених островів Полінезії. 

## Географія
Острів знаходиться приблизно за 501 км на схід від острова Нендьо (Nendö). Це невеликий вулканічний острів, овальної форми, оточений кораловим рифом. Найвища точка острова сягає 65 метрів над рівнем моря, його довжина становить 876 метрів, а ширина 576 метрів. Площа острова становить 0.37 км2.
Острів Анута є найсхіднішим населеним островом Соломонових островів і знаходиться посередині між основною частиною країни та Тонга. Найближчим населеним місцем до Анути є острів Тікопіа, який знаходиться у 112 км на південний захід.

## Історія
Анута вперше згадується у 1791, проте політичні та географічні обставини спричинили ізоляцію населення острова.
Згідно з усними переказами, Анута був заселений переселенцями з Тонга та 'Увеа близько п'ятнадцяти поколінь тому. Точний час міграції достеменно не відомо, проте вважається, що вона сталася десь між 10 та серединою 13 століття, хоча й не виключається можливість пізнішого заселення острова людьми. Вважається, що Полінезійські переселенці на усіх центральних та південно-східних тихоокеанських островах походили з Тонга. Перед прибуттям європейців, між островами здійснювались досить часті подорожі, оскільки навігаційні навички полінезійців дозволяли їм виконувати подорожі до визначеного місця призначення. Мігранти спершу зайняли тувальські атоли, відтак Тувалу стала свого роду стежкою для подальшої міграції полінезійців до Меланезії та Мікронезії.
Сучасна соціальна структура спільноти острова склалася близько десяти поколінь тому, коли голова, Теаракура, разом з двома братами та одним зятем вирізали решту чоловічого населення острова. Ці чоловіки, разом з двома сестрами Теаракури, стали засновниками чотирьох кайнанг (наз. відмінок: кайнанга), великих груп нащадків, які інколи також називають "кланами".
Англіканські місіонери прибули на острів у 1916 та заснували церкву, яка відіграє важливу роль для анутанців, проводячи служби двічі на день. Під час 1990-х, радники острова Анута відмовилися від запровадження західної медицини на острові, стверджуючи, що таких крок свідчитиме про брак віри у церкву.
У грудні 2002, остів зазнав ушкоджень від циклону Зоі.

## Суспільство та культура
Населення острова Анута становить близько 300 осіб (щільність 811 осіб/км2). Це робить острів одним з місць з найщільнішим населенням у світі, наближуючись, можливо, за цим показником до Бангладеш.
На острові існує дві системи позначення сіл (нопоранґа, або "населені місця"). Згідно з однією системою на острові три села, що називаються Муа, Мурі, та Сент-Джон. Муа, що означає "перед", знаходиться на сході. Мурі, що означає "тил", розташоване на захід від Муа.  Після заснування англіканської церкви у 1916, третє село виросло на захід від Мурі і отримало назву від церкви - Сент Джон. Відповідно до іншої системи, Муа та Мурі об'єднані під назвою Ротоапі, а нове село довкола церкви називається Ватіана.
Господарська діяльність мешканців острова полягає у землеробстві, риболовлі та полюванні. 
Кожна родина на острові сама відповідає за вирощування свого врожаю, і обробляє власний город на пагорбах. На вулканічному ґрунті анутанці вирощують свої основні культури: маніок, таро та банани.
Анутанці  відвідують також безлюдний острів Фатутака (або Патутака), що лежить у 48 км на південний схід, задля полювання на птахів.

### Мова
Анутанці говорять мовою Анута (самоназва te taranga paka-Anuta), яка споріднена з рештою Полінезійських мов.

### Стосунки з довкіллям
Суттєвою цінністю спільноти Анута є аропа, - цей концепт перебдачає співпрацю, розподіл та співчуття до інших. Аропа  заохочує мешканців острова до справедливого розподілу обмежених ресурсів острова. Оскільки висока густота населення не має негативного впливу на екосистему острова, Анута привернула увагу дослідників, що вивчають сталість довкілля. У документальному серіалі виробництва BBC, що називається Таємниці Тихого Океану, присвячено окремий розділ здатності анутанців підтримувати щедрість середовища острова, що контрастує з повним знищенням довкілля населенням острова Пасхи.
Мешканці Анута задовольняють власні потреби поважаючи довкілля, та дбаючи про його збереження. В певні частини року вони не ловлять певні види риб та не полюють певних тварин.

### Громадське життя
Подібно до решти Полізеійських островів, Анута має традиції хорового поліфонічного співу. Вільний час мешканці острова проводять танцюючи, співаючи та купаючись.

## Дослідження та висвітлення засобами масової інформації
У 1952 році острів на один день відвідав антрополог Раймонд Фірт (Raymond Firth).  Етноботанік Дуглас Йєн (Douglas Yen), разом з археологами Патриком Кірчем (Patrick Kirch) та Полом Розендалем (Paul Rosendahl), провели на острові близько двох місяців у 1971, а антрополог Ричард Фінберг (Richard Feinberg) прожив на Ануті майже рік у 1972-73. З того часу він підтримував контакти зі спільнотою Анути і ще кілька разів відвідував острів.
В січні 2005 італійські документалісти Елізабетта (Ліззі) Еордеґ та Карло Уаріємма відвідали острів разом з командою судна "Barca Pulita", яка складалася з чотирьох осіб (двоє з яких були лікарями) та провели на острові один тиждень. У 2006 знімальна група BBC провела на острові кілька тижнів під час зйомок епізоду до серіалу Tribe (Плем'я).  У 2008 інша знімальна група BBC відвідала острів, а у 2012 тут побувала телевізійна група від Seoul Broadcasting Service, яка знімала матеріал про острів для Корейських гладачів.

## Додаткова інформація
- Австронезійські мови
- Полінезія
- Соломонові острови

## Острів на мапі Ґуґл
https://www.google.com.ua/maps/@-11.6115582,169.8507245,2142m/data=!3m1!1e3?hl=en